# نادية لوبيز
نادية لوبيز (بالإسبانية: Nadia Yvonne)‏ هي مغنية مكسيكية، ولدت في 21 يونيو 1983.

## وصلات خارجية
- نادية لوبيز على موقع ميوزك برينز (الإنجليزية)
- نادية لوبيز على موقع ديسكوغز (الإنجليزية)